# アベリア
アベリア（Abelia）とは、スイカズラ科ツクバネウツギ属（Abelia）に属する植物の総称。または、ツクバネウツギ属の常緑低木の交配種、アベリア（Abelia × grandiflora）のこと。

## 概要
本来、アベリア（Abelia）とはツクバネウツギ属のラテン名であるが、園芸的には、学名 A. × grandiflora が指す植物をこの名で呼ぶのが普通である。この植物は、中国原産の Abelia chinensis（タイワンツクバネウツギの母種）と Abelia uniflora の交雑といわれている。ハナツクバネウツギあるいはハナゾノツクバネウツギ（花園衝羽根空木）とも呼ぶ。
約2メートルくらいの低木で、春～秋（6〜10月）のかなり長期に渡って、鐘形の小さい花を多数咲かせる。花の香りは非常に強い。花は白色、ふつうやや淡紅色を帯びる。花冠の内側に網状紋がない。萼は基部まで2〜5裂し、果実は結実しない。刈り込みによく耐え丈夫なので、学校、公園などの生け垣によく使われる。日本列島の関東以西では真夏の酷暑の時期に花をつける在来植物が少ないため、この時期にはアベリアの花に多様なハチやチョウが吸蜜に集まる。よく見られる植物である。

## 育成の歴史と利用
Linnaea × grandiflora は、1886年にイタリアのマッジョーレ湖沿いにある Pallanza（現在はヴェルバニア）のRovelli というナーセリー（種苗会社）の手によって最初に育成された。それは庭の標本植栽の観賞用植物として、または他の低木と混植した境界で利用される。殖やすには挿し木の方法を行なう。栽培は比較的簡単であるが、まったく丈夫というわけではなく、強い太陽光線を終日浴びることがないような場所を好む。この植物は英国でもまだアベリアの名前で広く登録されている。淡いピンク色の花が咲き、幅1.5メートルで高さ1.5メートルに成長する園芸品種「ホプリーズ (Hopleys)」は、王立園芸協会のガーデン・メリット賞を受賞した。